# クリストファー・マクドナルド (実業家)
クリストファー・W・マクドナルド (英語: Christopher W McDonald、1931年12月13日 - 2011年12月2日) は、イングランド・ロンドン出身の実業家、サッカー選手。

## 略歴
1950年4月に来日しNCR社の日本法人「ナショナル金銭登録機」に勤務。その後1980年からはロレックスの日本法人取締役となり、後に社長・会長も務めた。
訪日以前から趣味としていたサッカーでは横浜カントリー・アンド・アスレティック・クラブ (YC & AC) 、東京クラブ、TRICKクラブなどに所属してゴールキーパーを務め、全国都市対抗サッカー選手権大会への出場経験もある。
また、1958年アジア競技大会や1964年の東京オリンピックでは国際サッカー連盟 (FIFA) 役員へのリエゾン（連絡係）を務め、日英間のサッカー交流に貢献。また1960年代から70年代にかけてイングランドの強豪クラブの来日に尽力。またイングランドのアマチュア選手のオールスターとも言うべきミドルセックス・ワンダラーズA.F.C.の来日にも関わり、さらに全国高等学校サッカー選手権大会では長年に渡り同クラブから寄贈された「ミドルセックス・ワンダラーズ杯」の優勝チームへのプレゼンターを務めた。
1992年より日本サッカー協会 (JFA) 顧問、1993年から2008年まで日本プロサッカーリーグ (Jリーグ) の裁定委員会委員も務めた。
1978年に大英帝国勲章OBE、2009年に旭日小綬章をそれぞれ授与された。
2011年8月9日、日本とイギリスのサッカー交流に貢献した功績を称え、JFAより第8回日本サッカー殿堂顕彰者に選出された。
2011年12月2日、東京都文京区で間質性肺炎のため死去した。